# Mawdesley
Mawdesley – wieś w Anglii, w hrabstwie Lancashire, w dystrykcie Chorley. Leży 40 km na północny zachód od miasta Manchester i 296 km na północny zachód od Londynu. W 2001 miejscowość liczyła 1787 mieszkańców.